# Каллум Робінсон
Каллум Джек Робінсон (англ. Callum Jack Robinson, нар. 2 лютого 1995, Нортгемптон) — англійський та ірландський футболіст, нападник «Кардіфф Сіті».
Робінсон виступав за різні юнацькі збірні Англії, останнім стала команда U-20 у 2015 році. Навесні 2018 року погодився виступати у національній збірній Ірландії і у вересні дебютував за неї.

## Клубна кар'єра

### «Астон Вілла»
Каллум Робінсон, який народився в Нортгемптоні, центральна Англія, є вихованцем клубу «Астон Вілла» з Бірмінгема, до якого він приєднався в дитинстві. 24 вересня 2013 року він дебютував у першій команді в домашній грі третього раунду Кубка ліги проти «Тоттенгема Готспур» (0:4), коли він вийшов на заміну на 82 хвилині замість Александара Тонева. В той же час у резервній команді в сезоні 2013/14 він забив одинадцять голів і віддав п'ять результативних передач у 17 іграх чемпіонату, після чого його підвищили до першої команди Пола Ламберта в кінці сезону. 19 квітня 2014 року (35-й тур) він дебютував у матчі проти «Саутгемптона» ( 0:0) у англійській Прем'єр-лізі, вийшовши на заміну Андреасу Вайманну в кінці гри. У решті чотирьох іграх сезону він ще три рази виходив на поле на заміну.

#### Оренда в «Престон Норт-Енд»
Після того, як на початку сезону 2014/15 він не зіграв жодної гри в «Астон Віллі», 16 вересня 2014 року він був відправлений до третього дивізіону у «Престон Норт-Енд» в одномісячну оренду. 16 вересня 2014 року (8-й тур) він зіграв свою першу гру за клуб проти «Честерфілда» (3:3), вийшовіши на заміну на 67 хвилині гри. Робінсон швидко пробився в стартовий склад і забив свій перший гол у сезоні 28 жовтня у виїзному поєдинку проти «Лейтон Орієнт» (2:0). У 1-му раунді Кубка Англії він вивів свою команду в наступний раунд, зробивши хет-трик проти аматорського клубу Havant & Waterlooville. Забивши п'ять голів в 11 іграх, він був відкликаний «Віллою» 25 листопада 2014 року. Втім у рідній команді знову Каллум не зміг закріпитись і 2 лютого 2015 року він повернувся в «Престон» на правах оренди. Всього за цю команду у сезоні 2014/15 він провів 26 ігор чемпіонату, у яких забив чотири голи та віддав чотири результативні передачі та з командою піднявся до Чемпіоншипу.

#### Оренда в «Брістоль Сіті»
7 серпня 2015 року Каллум Робінсон приєднався до команди другого дивізіону «Бристоль Сіті» на правах оренди на весь сезон 2015/16. Наступного дня (1-й тур) він дебютував у виїзній грі проти «Шеффілд Венсдей» (0:2), коли вийшов на поле на 69-й хвилині замість Джонатана Коджіа. Він забив свій перший гол в новій команді 11 серпня у виїзній поразці 1:3 проти «Лутон Тауна» у Кубку ліги 2015/16. Після того, як він вийшов на заміну ще в п'яти іграх чемпіонату, він більше не розглядався головним тренером Стівом Коттеріллом, тому договір оренди був розірваний 2 січня 2016 року.

### Повернення у «Престон Норт-Енд»
Через три дні він повернувся в «Престон Норт-Енд» на правах оренди. У «Престоні» він одразу знову став важливим гравцем. 23 лютого 2016 року (33-й тур) він забив свій перший гол у чемпіонаті у домашньому матчі проти «Чарльтон Атлетіка», принісши перемогу із рахунком 2:1. У сезоні, що залишився, він провів 14 ігор Чемпіоншипу, у яких забив два голи.
4 липня 2016 року Каллум Робінсон перебрався в «Престон» на повноцінній основі, підписавши трирічний контракт. У своїй першій грі сезону 2016/17 13 серпня 2016 року (2-й тур) він забив свій перший гол у домашній грі проти «Фулгема» (1:2) і був основним гравцем протягом цього сезону. 4 квітня 2017 року (40-й тур) він забив дубль і віддав ще дві результативні передачі в домашньому матчі проти «Брістоль Сіті» (5:0). Загалом у тому сезоні він провів 40 ігор чемпіонату, в яких забив десять голів і віддав шість асистів.
24 жовтня 2017 року Робінсон підписав новий трирічний контракт з клубом. 14 квітня 2018 року (43-й тур) у домашньому переможному матчі проти «Квінз Парк Рейнджерс» (2:1) він забив свій єдиний дубль у сезоні. У цьому сезоні 2017/18 він провів 41 матч чемпіонату, в яких забив вісім голів і віддав ще сім асистів.
Наступний сезон 2018/19 розпочався для нього відмінно, і після 14 турів чемпіонату він забив уже сім голів. 24 листопада 2018 року (18-й тур) він забив свій дев'ятий гол у сезоні в домашньому матчі проти «Блекберн Роверз» (4:1), але був змушений залишити поле через травму у другому таймі. Ця травма стегна згодом змусила його пропустити три з половиною місяці. Загалом у тому сезоні він провів лише 27 ігор чемпіонату, у яких забив 12 голів і віддав три результативні передачі.

### «Шеффілд Юнайтед»
12 липня 2019 року Каллум Робінсон перейшов до новачка Прем'єр-ліги «Шеффілд Юнайтед», підписавши чотирирічний контракт. Він дебютував 10 серпня 2019 року (1-й тур) у матчі проти «Борнмута» (1:1). У 4 турі він забив свій перший гол за новий клуб у матчі проти «Челсі» (2:2). Однак незабаром він вибув зі стартового складу головного тренера Кріса Вайлдера і використовувався лише як гравець заміни до січня 2020 року.

### «Вест-Бромвіч Альбіон»
29 січня 2020 року перейшов у клуб другого дивізіону «Вест-Бромвіч Альбіон» на правах оренди до кінця сезону 2019/20. Претендент на підвищення покладався на футболіста з моменту його прибуття, і Каллум знову розквітнув під керівництвом головного тренера Славена Біліча. Він забив перший гол у своєму четвертому матчі 15 лютого 2020 року (33-й тур) у матчі проти «Ноттінгем Форест» (2:2). Всього Робінсон провів 16 ігор чемпіонату за клуб і зробив свій внесок у підвищення команди, забивши три голи та віддавши дві результативні передачі.
9 вересня 2020 року «Вест-Бромвіч» підписав Робінсона та уклав з ним п'ятирічний контракт. Натомість Олівер Берк з «Альбіону» перейшов у «Шеффілд Юнайтед». 26 вересня 2020 року (3-й тур) Каллум забив дубль у матчі проти «Челсі» (3:3). А у матчі-відповіді 3 квітня 2021 року він знову відзначився дублем на «Стемфорд Бридж», принісши перемогу своїй команді з рахунком 5:2. Перший з голів отримав нагороду найкращого голу сезону у клубі, а також був номінований на звання «Гол місяця» Прем'єр-ліги за квітень.

### «Кардіфф Сіті»
На початку вересня 2022 року клуб другого дивізіону «Кардіфф Сіті» оголосив про підписання 27-річного гравця за £1,75 млн, уклавши з гравцем трирічну угоду.

## Виступи за збірну
Робінсон народився в Англії в сім'ї ямайця та ірландки, тому мав право представляти будь-яку з цих країн. На юнацькому рівні Робінсон грав за збірні Англії U16, U17, U19 і U20.
Однак згодом маючи право грати за національну збірну Ірландії через свою бабусю, яка родом з Монахана, він прийняв пропозицію ФАІ у березні 2018 року про зміну футбольного громадянства. 6 вересня 2018 року він дебютував за «Хлопців у зеленому» в матчі проти Уельсу (4:1) у Лізі націй УЄФА 2018/19. 14 листопада 2019 року він забив свій перший гол у товариській грі проти Нової Зеландії (3:1).
9 жовтня 2021 року Робінсон забив свої наступні два голи, коли збірна Ірландії перемогла Азербайджан з рахунком 3:0 у відбірковому матчі до чемпіонату світу 2022 року. А вже через три дні в товариському матчі проти Катару (4:0) Робінсон відзначився трьома голами за ірландців, ставши першим гравцем, який зробив хет-трик за збірну Ірландії після Роббі Кіна в 2014 році, і першим гравцем, який забив у двох матчах поспіль після Джонатана Волтерса в червні 2017 року.